# بيتر بويل (لاعب كرة قدم أيرلندي)
بيتر بويل (بالإنجليزية: Peter Boyle)‏ (26 أبريل 1876 في جمهورية أيرلندا - 24 يونيو 1939 بدونكاستر في المملكة المتحدة) هو مدرب كرة قدم ولاعب كرة قدم أيرلندي في مركز الدفاع. شارك مع منتخب أيرلندا لكرة القدم. أما مع النوادي، فقد لعب مع شيفيلد يونايتد ونادي سندرلاند ونادي ليتون أورينت ونادي ماذرويل ونادي يورك سيتي وEccles United F.C. ‏ ونادي تشورلي ونادي ألبيون روفرز.

## وصلات خارجية
- بيتر بويل على موقع قاعدة بيانات كرة القدم.إي يو (الإنجليزية)
- بيتر بويل على موقع ناشيونال فوتبول تيمز (الإنجليزية)